# Casa Pia Batlló

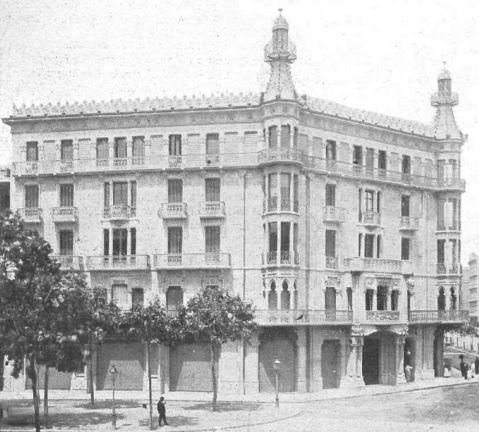
L'edifici cap al 1910

La Casa Pia Batlló és un edifici situat a la Rambla de Catalunya, 71 i la Gran Via de les Corts Catalanes 601 de Barcelona, catalogat a com a bé cultural d'interès local.

## Història
Tot i que el primer projecte de la casa data del 1891, el definitu fou traçat el 1892 per l'arquitecte Josep Vilaseca i Casanovas, per encàrrec de Pia Batlló i Batlló i el seu marit Josep Bach i Escofet. El 1894, el mateix arquitecte projectà unes galeries a la banda de la Gran Via.
Durant la Guerra Civil, el principal i el primer pis foren requisats per Estat Català, partit independentista fundat anys abans per Francesc Macià.  A partir del 1924, els baixos acolliren establiment El Oro del Rhin, un cafè en què hi actuava l'orquestra d'Anselm Toldrà i en el que hi assistiren grans personatges com Federico García Lorca, Max Aub o Margarida Xirgu. El cafè tancà les portes el 1969 i en l'actualitat aquest local és ocupat per una sucursal de La Caixa.

## Descripció
Comprèn planta baixa, principal (destinat als promotors), dos pisos, àtic i terrat. Depassant la línia de cornisament, dues cuculles amb mirador coronen l'edifici a cada angle del xamfrà. L'accés principal dona pas a una àmplia zona de vestíbul i a un celobert central rectangular aixamfranat de grans dimensions en el qual sorgeix l'escala noble d'accés a la planta principal. En el fons d'aquest celobert cobert per una claraboia s'hi localitza la caixa de l'escala de veïns en el forat de la qual s'hi troba l'ascensor.
Els tres plans de façana de la casa estructuren les seves obertures en eixos verticals i horitzontals de ritme regular. La planta baixa s'obre al carrer per mitjà de grans portals escarsers emmarcats per pilars amb un tractament volumètric molt aparatós a causa de les fornícules i les columnelles que els ornen. Destaca la presència, a més, d'unes jàsseres metàl·liques de gelosia que creuen les impostes d'aquests portals. Els grans pilars de planta baixa serveixen de basament del balcó corregut que enfaixa tota la façana amb el seu joc d'entrants i sortints. Aquest balcó, obra de Sancristòfol, destaca pel seu treball en fosa, amb barrots profusament ornamentats i amb aplics de color coure en forma de fènixs amb les ales desplegades. Les portes allindanades que s'obren a aquest balcó presenten una decoració gotitzant a base de capitells, guardapols, arcs ogivals i òculs esculpits sobre la pedra. En aquesta planta principal hi neixen les dues tribunes poligonals que rematen els angles arrodonits del xamfrà. Aquesta tribuna reposa sobre el balcó corregut de la planta baixa, sostingut per una estructura flotant a base de permòdols metàl·lics de gran complexitat. Els pisos segon i tercer presenten unes obertures allindanades pràcticament idèntiques, encara que les llosanes del pis inferior són més amples i llargues que les del superior. Unes llargues pilastres de secció polilobular abracen cadascun d'aquests pisos i, al mateix temps, serveixen de basament visual al gran balcó corregut de l'àtic, que presenta les mateixes característiques formals que el balcó del principal. L'àtic està format per una galeria d'arcs sobre pilastres que imiten la solana tradicional de l'arquitectura domèstica gotitzant. Damunt d'aquests arcs hi circula un potent cornisament de secció corba que conté els respiradors de la solana del terrat. L'edifici és rematat per una cresteria pètria i les cuculles que coronen les tribunes angulars, a base d'escates de ceràmica vidrada (de Jaume Pujol i Bausis) i sobremontades per un templet amb mirador de ferro forjat.
L'accés principal de l'edifici es produeix per mitjà d'un cos que sobresurt de la línia de façana que conté un gran portal escarser flanquejat per columnelles gotitzants. Sobre aquest portal hi descansa la tribuna pètria del pis principal, que s'obre al carrer per mitjà de tres balcons ampitats amb una barana de pedra a base de motius vegetals i un gos esculpit. Al mateix temps, aquesta tribuna fa de basament pel balcó central de la planta primera, també amb una barana de pedra, però amb dues barbacanes quadrangulars als angles.
El celobert central és l'espai que centralitza les estances dels diversos pisos que conformen l'immoble. S'hi accedeix a través del vestíbul de la porta principal, un ampulós espai amb els terres revestits de marbre, els murs ornats amb esgrafiats de formes vegetals i el sostre cassetonat i amb florons a base d'estucs. El celobert funciona de la mateixa manera que els patis centrals típics de l'arquitectura domiciliar barcelonina, és a dir, amb una gran escala que mena directament vers el pis principal. L'escala noble, feta també de marbre, destaca pel tractament de la seva barana de fosa i forja, decorada a base d'elements vegetals com fulles i flors de card i amb un passamà de llautó daurat. Al fons d'aquest pati s'hi obre una triple porta de regust gòtic amb dos mainells que dona pas a l'escala de veïns i de servei en la que s'hi inclou l'ascensor de fusta original. Les parets del celobert estan revestides amb morter groc i alguns esgrafiats en forma de fullatge. En aquests murs s'hi obren les finestres interiors dels diferents immobles, amb potents ampits motllurats i coronats per arcs trilobulars amb elements florals esculpits als carcanyols. La vista zenital del celobert ve mediatitzada per la presència de la gran tribuna de fusta que recorre cadascun dels pisos.
L'edifici també destaca per la seva rica ornamentació amb representacions d'animals fantàstics, podent-se apreciar dracs, grifs i d'altres éssers mitològics, així com motius florals.